# Chris Chocola
Joseph Christopher « Chris » Chocola, né le 24 février 1962 à Jackson, est un homme politique américain membre du Parti républicain. Il représente le deuxième district de l'Indiana à la Chambre des représentants des États-Unis pendant quatre ans, jusqu’à ce qu'il soit battu en 2006 par le démocrate Joe Donnelly. Il est depuis avril 2009 président d'un groupe de réflexion conservateur sur la croissance économique.